# Invaze

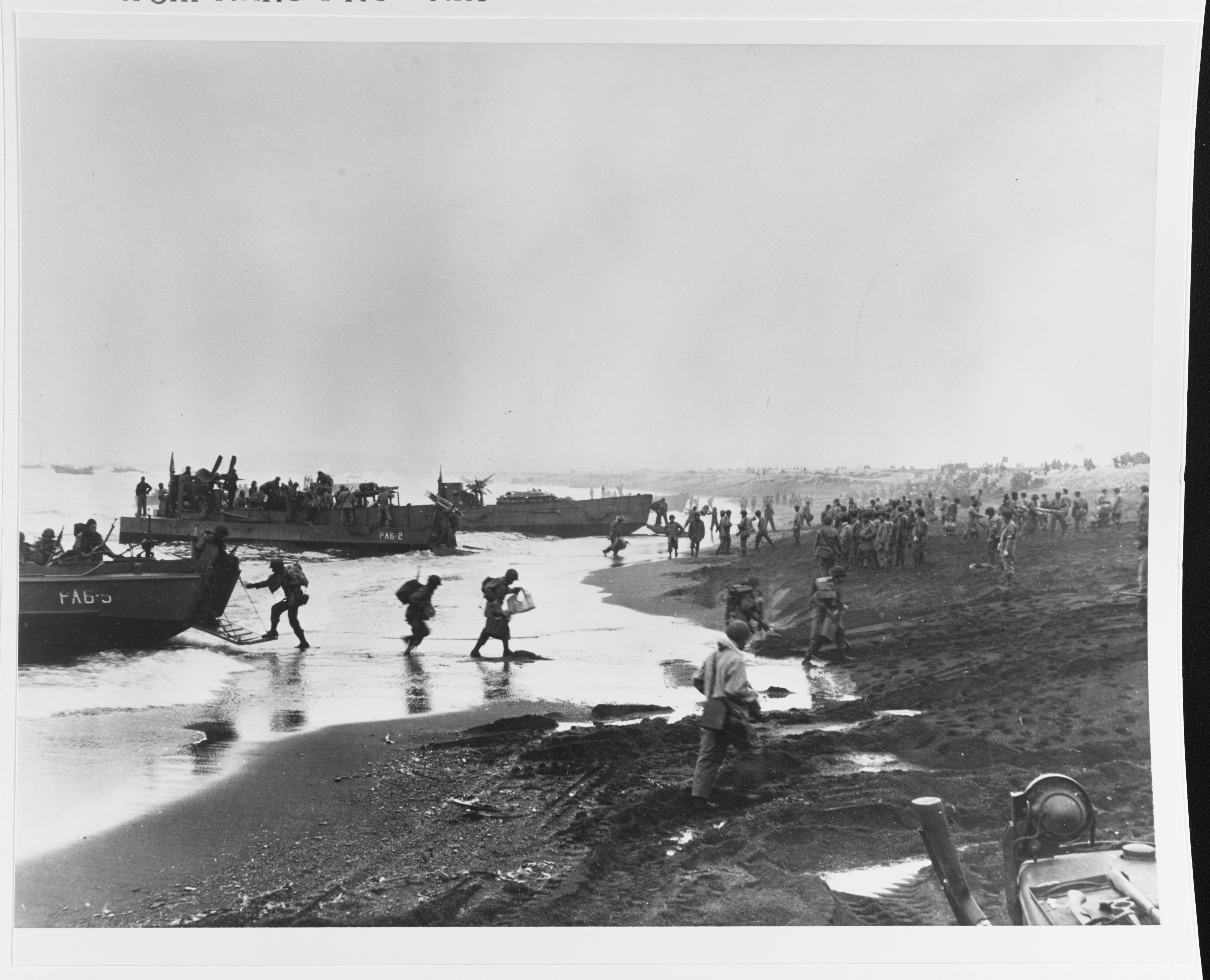
Invaze amerických vojsk na Aleutské ostrovy 12. května 1943

Invaze (z latinského invasio – vniknutí) je překvapivý, násilný, hromadný vpád, vniknutí ozbrojených složek zpravidla na cizí státní území. Po invazi na cizí území dochází zpravidla k okupaci, nebo naopak k osvobození. Invaze může být provedena ze země, ze vzduchu nebo vody (moře), příp. bývají tyto způsoby kombinovány.

## Druhá světová válka
Mezi největší invaze druhé světové války patří Operace Barbarossa a vylodění v Normandii. Během Operace Barbarossa (invaze po zemi) v roce 1941 pronikla německá vojska do Sovětského svazu. Německo toto tažení prohrálo. Bitva o Normandii (Operace Overlord) se uskutečnila v roce 1944, invaze na Německem okupovaná území proběhla z moře i ze vzduchu. Byl to jeden z klíčových momentů této války.